# 1089
El 1089 (MLXXXIX) fou un any comú començat en dilluns del calendari julià.

## Esdeveniments
- 4 d'abril: emissió del document que dona origen al monestir de Santa Maria de Lladó.[1]
- Primera ambaixada de l'emperador romà d'Orient, Aleix I Comnè, al papa Urbà II,[2] que aixeca la seva excomunió.[3]